# Estación de Novelda-Aspe
Novelda-Aspe es una estación ferroviaria de la provincia de Alicante (Comunidad Valenciana). Se encuentra situada en el municipio de Novelda (cerca de Aspe), entre la montaña del Montagut y La Teulera. Dispone de servicios de Media Distancia.

## Situación ferroviaria
La estación se encuentra en el punto kilométrico 424,5 de la línea férrea de ancho ibérico La Encina-Alicante a 288,30 metros de altitud, entre las estaciones de Elda-Petrel y de San Vicente Centro. El tramo es de vía única y está electrificado.

## Historia
Los antecedentes de la llegada del ferrocarril a Novelda se sitúan en los deseos de conectar Madrid con Alicante tomando como punto de partida la línea Madrid-Aranjuez y su prolongación hasta Albacete vía Alcázar de San Juan por parte de la Compañía del Camino de Hierro de Madrid a Aranjuez que tenía a José de Salamanca como su principal impulsor. El 1 de julio de 1856 José de Salamanca, que se había unido con la familia Rothschild y con la compañía du Chemin de Fer du Grand Central obtuvieron la concesión de la línea Madrid-Zaragoza que unida a la concesión entre Madrid y Alicante daría lugar al nacimiento de la Compañía de los Ferrocarriles de Madrid a Zaragoza y Alicante o MZA. Esta última fue la encargada de inaugurar la estación el 26 de mayo de 1858 con la apertura del tramo Almansa-Alicante. El viaje inaugural fue presidido por Isabel II. A pesar de ello, y según consta en los documentos oficiales de la compañía y en las Memorias de las obras públicas la puesta efectiva en servicio se realizó algo antes, el 15 de marzo de 1858. Inicialmente la estación se llamada simplemente Novelda. En 1941 la nacionalización de ferrocarril en España supuso la integración de MZA en la recién creada RENFE.
Desde el 31 de diciembre de 2004 Renfe Operadora explota la línea mientras que Adif es la titular de las instalaciones ferroviarias.

## La estación
Se sitúa al norte del núcleo urbano. El edificio para viajeros es una estructura de base rectangular de dos plantas con dos alas laterales. Responde así al esquema usado por MZA en el diseño de las estaciones de segunda categoría del presente tramo. La sencillez y sobriedad del diseño solo se ve alterada por cinco grandes vanos (tres en cada anexo) realizados con arcos de medio punto que sirven de acceso principal al recinto. El resto de los huecos que aparecen en la fachada son adintelados o de arco rebajado. Las siglas de la compañía que vio nacer al edificio todavía son visibles en los frisos situados en los laterales. Como es habitual en las estación pasante tiene disposición lateral a las vías.

## Servicios ferroviarios

### Media Distancia
Los servicios de Media Distancia de Renfe tienen como principales destinos las ciudades de Alicante, Valencia y Murcia.
| Línea MD | Trenes                      | Origen/Destino |  | Destino/Origen             |
| -------- | --------------------------- | -------------- |  | -------------------------- |
| 44       | MD Regional Regional Exprés | Valencia       |  | Murcia del Carmen Alicante |